# Бокерон
Бокерон (исп. Boquerón) — крупнейший департамент Парагвая, расположен на западе страны. Занимает территорию в 91 669 км², население — 41 106 человек (2002). Административный центр — город Филадельфия. На севере граничит с департаментом Альто-Парагвай, на востоке — с департаментом Пресиденте-Аес, на юге — с Аргентиной, на западе — с Боливией.
В 1992 г. департамент Бокерон был объединён с Нуэва-Асунсьон, тем самым были восстановлены границы 1945 г.

## География
Бокерон — самый пустынный и засушливый регион страны, количество осадков на севере составляет 350 мм, на юге — 850 мм. Растительность скудная, представлена главным образом кустарниками и кактусами.

## Административное деление
В административном отношении департамент делится на 3 округа:
| № | Округа                                                    | Площадь км² | Население чел. (2002) |
| - | --------------------------------------------------------- | ----------- | --------------------- |
| 1 | Филадельфия (Filadelfia)                                  | 13 879      | —                     |
| 2 | Лома-Плата (Loma Plata)                                   | 1 787       | —                     |
| 3 | Марискаль-Эстигаррибия (Mariscal José Félix Estigarribia) | 76 003      | 41 106                |
|   | Всего                                                     | 91 669      | 41 106                |

## Экономика

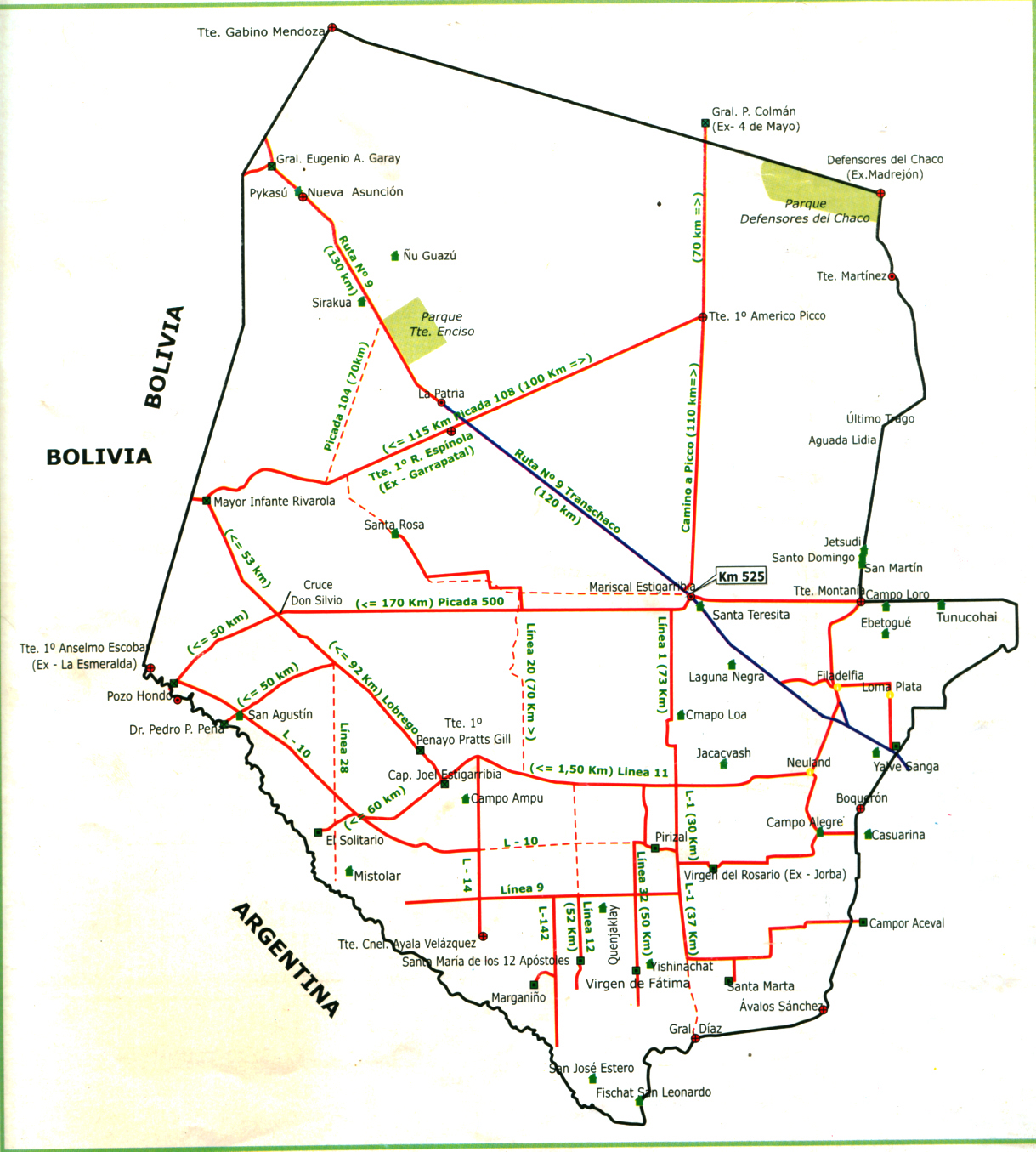
Схема дорог провинции

Несмотря на то, что запад Парагвая составляет всего 2 % населения страны, здесь производится около 65 % всего молока и мяса Парагвая.